# Park Narodowy Yanbaru
Park Narodowy Yanbaru (jap. やんばる国立公園 Yanbaru Kokuritsu Kōen) – 33. park narodowy w Japonii, w północnej części wyspy Okinawa, w prefekturze Okinawa.
Park Narodowy Yanbaru utworzono 15 września 2016 roku w regionie Yanbaru na północy Okinawy, z części Quasi-Parku Narodowego Wybrzeża Okinawy (Okinawa Kaigan Kokutei Kōen). 
Ten nowy park narodowy obejmuje 13 622 ha lądu i 3670 ha morza. Jest siedliskiem dla rodzimych gatunków, w tym dla zagrożonych ptaków z rodziny chruścieli (Gallirallus okinawae) i dzięciołów (Sapheopipo noguchii, Syn.: Dendrocopus noguchii). Występują tam różne rodzaje subtropikalnej roślinności, lasy namorzynowe i wapienne skały wyrzeźbione przez erozję fal morskich.

## Galeria

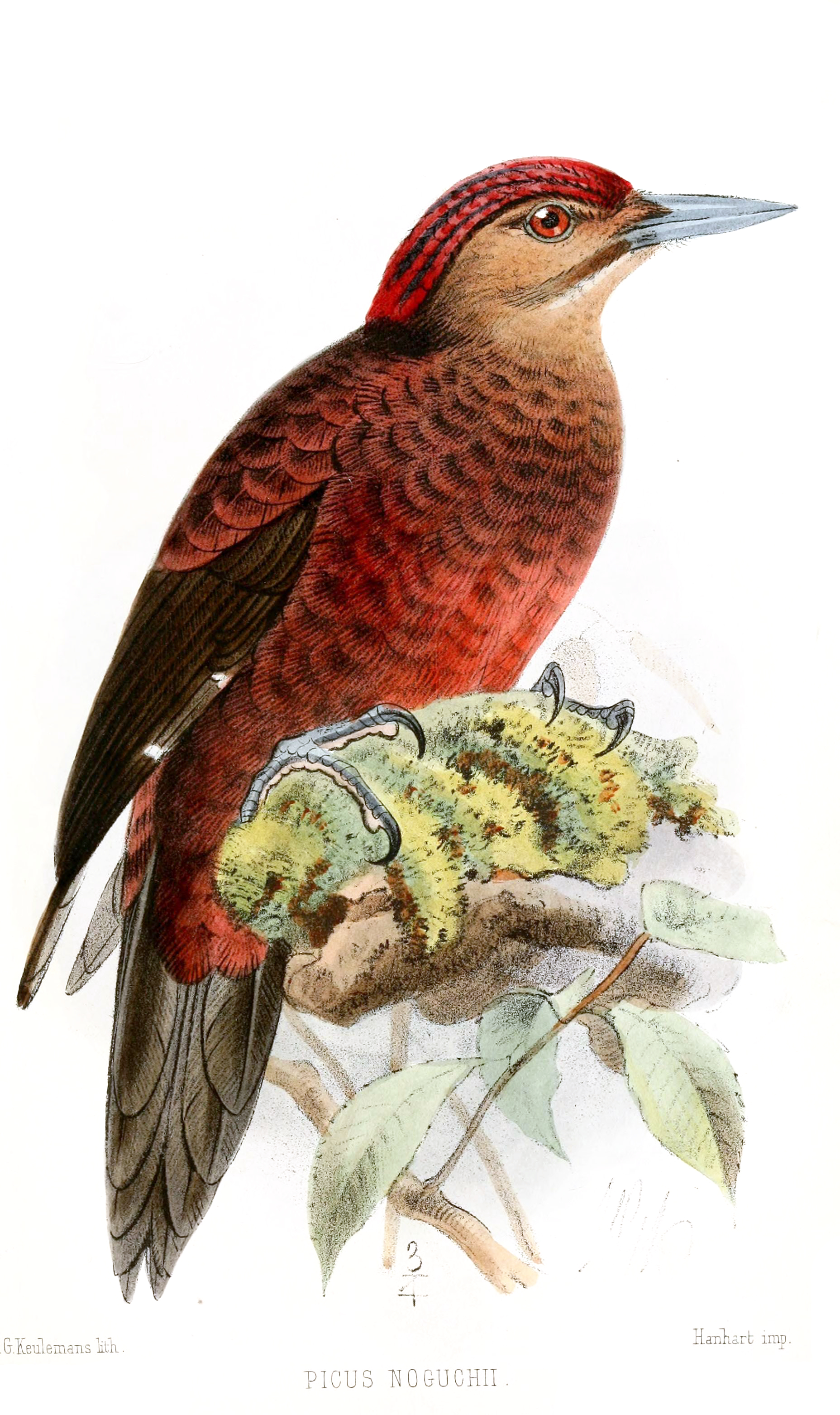
Dzięcioł Sapheopipo noguchii
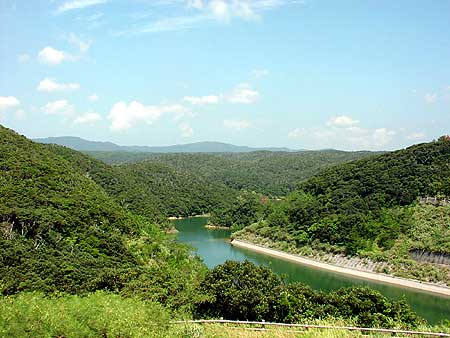
Lasy Yanbaru
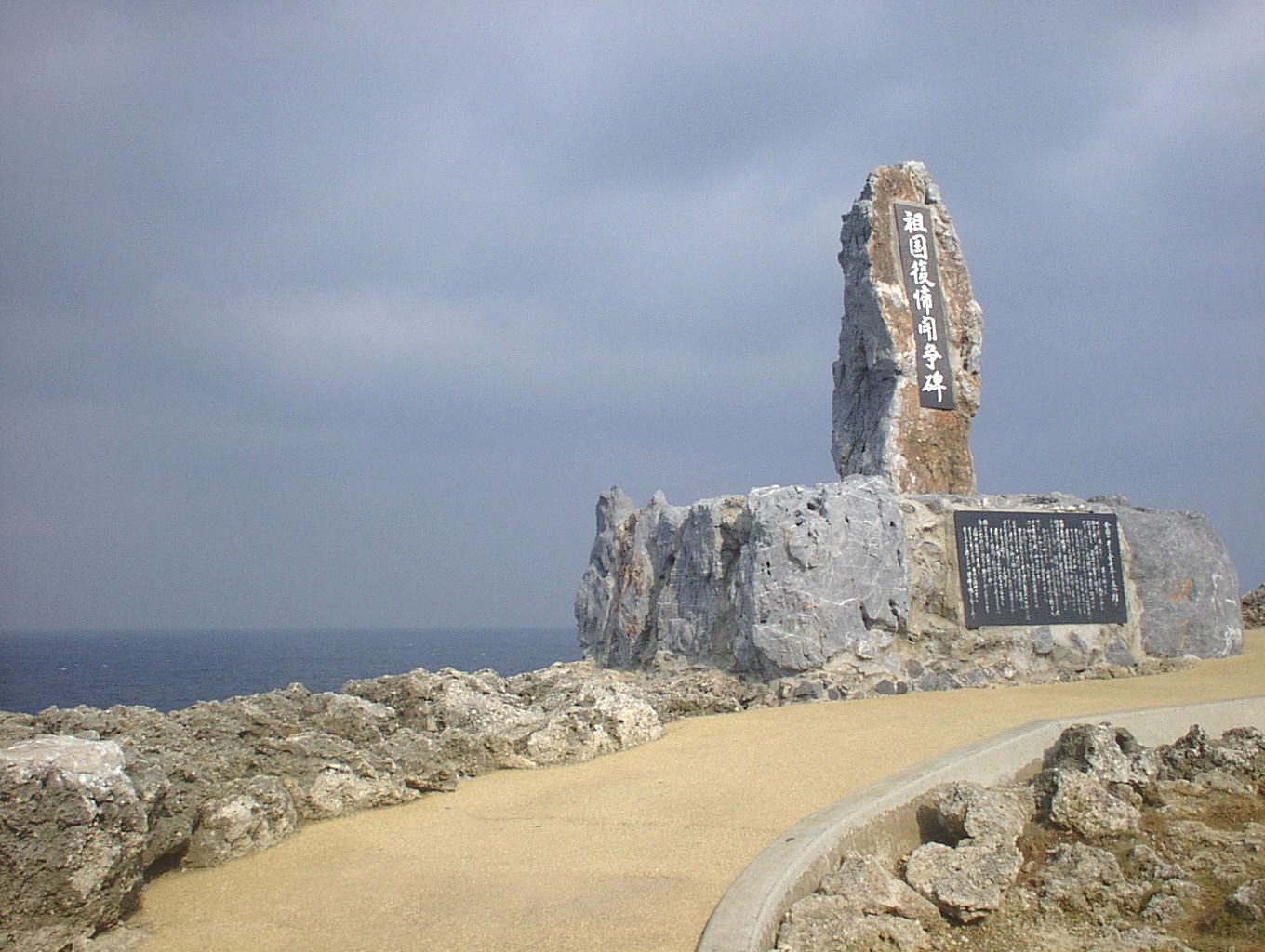
Pomnik na przylądku Hedo upamiętniający zwrot Okinawy Japonii
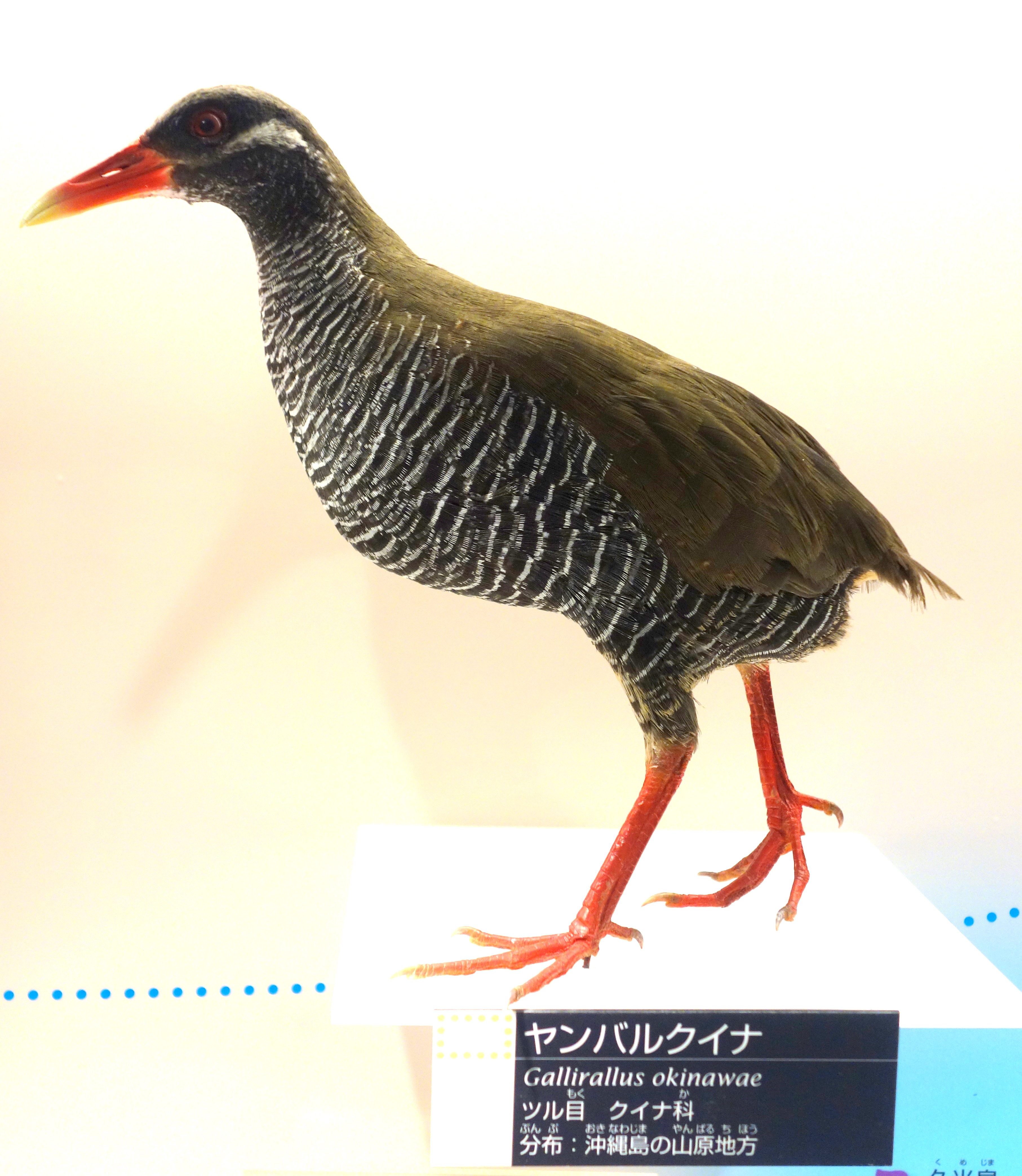
Chruściel Gallirallus okinawae